# Cucumber (serie televisiva britannica)
Cucumber è una serie televisiva britannica ideata da Russell T Davies e trasmessa nel 2015 da Channel 4. La serie ruota attorno alle vicende di Henry Best (Vincent Franklin), uomo di mezza età, a seguito del suo rifiuto di una proposta di matrimonio da parte del suo compagno di lunga data Lance Sullivan (Cyril Nri).
In sviluppo dal 2006, Cucumber è stata annunciata nel novembre del 2013 insieme alla serie Banana e alla webserie Tofu dello stesso Davies. I titoli delle tre serie fanno riferimento a uno studio scientifico dell'European Association of Urology sull'erezione maschile, che ha individuato una scala di durezza composta da quattro fasi, tofu, peeled banana (banana sbucciata), banana e cucumber (cetriolo).

## Trama
Henry ha 46 anni e vive con il suo compagno Lance, con cui è assieme da nove anni. Lance gli fa una proposta di matrimonio, ma Henry la rifiuta senza pensarci troppo, dando così inizio a una serie di eventi che stravolgeranno la sua vita.

## Sviluppo
Russell T Davies ha avuto l'idea per Cucumber mentre lavorava come showrunner di Doctor Who. Concepita come seguito spirituale della serie Queer as Folk trasmessa tra il 1999 e il 2000 sempre su Channel 4, More Gay Men, come era originariamente intitolata, sarebbe ruotata attorno a un uomo gay di mezza età. Inizialmente la serie doveva entrare in produzione nel 2006, ma il successo del revival di Doctor Who ha ritardato l'inizio della produzione. Nel marzo del 2007 Davies ha realizzato l'episodio pilota e ha così spiegato una scena centrale dell'episodio al giornalista Benjamin Cook:
(Russell T Davies a Benjamin Cook, The Writer's Tale: The Final Chapter, 6 marzo 2007)
Nel 2008 More Gay Men era nell'elenco delle serie che Davies avrebbe voluto produrre dopo essersi trasferito a Los Angeles, insieme all'adattamento statunitense di Bob & Rose. Cucumber è stata selezionata dall'emittente statunitense Showtime e da BBC Worldwide ed è entrata in pre-produzione nel luglio del 2011. Tuttavia la pre-produzione è stata interrotta dopo un mese, quando al compagno di Davies è stato diagnosticato un tumore al cervello, evento che ha spinto lo sceneggiatore a fare ritorno a Manchester.
Cucumber è stata in seguito selezionata da Channel 4, per essere prodotta dall'ex collega di Davies Nicola Shindler e dalla Red Production Company.

## Episodi
| Stagione       | Episodi | Prima TV UK | Prima TV Italia |
| -------------- | ------- | ----------- | --------------- |
| Prima stagione | 8       | 2015        | inedita         |

## Accoglienza
Sam Wollaston, su The Guardian, ha definito il debutto della trilogia Cucumber/Banana/Tofu l'«evento televisivo della settimana», e ha dichiarato che, sebbene lo show sia «gloriosamente, trionfalmente ed esplicitamente gay», non si è «mai sentito tagliato fuori» come spettatore eterosessuale. Mark Lawson ha detto che la serie ha un tema più ampio: «il crollo della rispettabilità, che si ha quando Henry passa rapidamente da una compiaciuta monotonia a scene caratterizzate da interventi della polizia, colleghi furiosi e umiliazione sociale».
Sia Lawson che Theo Merz, scrivendo per il Daily Telegraph, hanno paragonato Cucumber e Banana a Queer as Folk. In particolare, Lawson ha affermato che anche se Cucumber e Banana sono sessualmente esplicite, i tempi sono cambiati: «Queer as Folk è stata fatta in un tempo in cui gli attivisti combattevano per ridurre l'età del consenso sessuale tra i gay da 18 a 16 anni, mentre le ultime serie di Davies vanno in onda in un'epoca i cui uomini e donne possono sposarsi legalmente tra di loro», e perciò le raffigurazioni di temi sessuali espliciti hanno meno probabilità di offendere. Merz ha affermato che Cucumber e Banana «sembrano meno pericolose, e perciò meno entusiasmanti di Queer as Folk», aggiungendo che «Cucumber rappresenta una più ampia varietà di personaggi gay in quanto non deve portare il peso di essere l'unico spettacolo in televisione a rappresentare la vita gay».
Scrivendo per Telegraph, Gerard O'Donovan ha commentato positivamente il primo episodio: «In termini di commedia funziona brillantemente, il brio e l'umorismo equivoco della sceneggiatura di Davies portano una rara energia e grinta al caos emergente». Michael Hogan, invece, sempre sul Telegraph, ha affermato che dopo aver visto il terzo episodio si è sentito «deluso» e incapace di trovare calore nel protagonista Henry.
La serie è stata recensita positivamente anche da The Independent, dove Ellen E. Jones ha dichiarato: «Nelle mani di Davies, la tragi-commedia della crisi di mezza età è davvero triste, ma allo stesso tempo davvero, davvero divertente». Jones ha anche affermato che l'attrattiva della serie è «universale» e non limitata al solo pubblico gay.

## Trasmissione internazionale
Sia Cucumber che Banana sono trasmesse negli Stati Uniti dal canale Logo a partire dal 13 aprile 2015. Entrambe le serie sono state trasmesse in Australia, su SBS Television.